# Pronuba gracilis
Pronuba gracilis là một loài bọ cánh cứng trong họ Cerambycidae.